# Khān Bolāghī
Khān Bolāghī (persiska: خان بلاغی) är en ort i Iran.   Den ligger i provinsen Ardabil, i den nordvästra delen av landet, 500 km nordväst om huvudstaden Teheran. Khān Bolāghī ligger 514 meter över havet och antalet invånare är 186.
Terrängen runt Khān Bolāghī är kuperad. Runt Khān Bolāghī är det ganska tätbefolkat, med 58 invånare per kvadratkilometer. Närmaste större samhälle är Germī, 13,6 km sydväst om Khān Bolāghī. Trakten runt Khān Bolāghī består till största delen av jordbruksmark.